# Adenia spinosa
Adenia spinosa är en passionsblomsväxtart som beskrevs av Burtt Davy. Adenia spinosa ingår i släktet Adenia och familjen passionsblomsväxter. Inga underarter finns listade i Catalogue of Life.